# Scott Sunderland
Scott Sunderland (ur. 16 marca 1988 w Busselton) – australijski kolarz torowy i szosowy, złoty medalista mistrzostw świata w kolarstwie torowym.

## Kariera
Pierwszy sukces w karierze Scott Sunderland osiągnął w 2004 roku, kiedy zdobył złote medale na igrzyskach Oceanii w kategorii juniorów w sprincie indywidualnym i drużynowym oraz w wyścigu na 1 km. W tej samej kategorii wiekowej zdobył także pięć medali mistrzostw świata, w tym złoty w wyścigu na 1 km w 2006 roku. W 2010 roku wziął udział w mistrzostwach świata w Kopenhadze, gdzie w sprincie drużynowym był siódmy, w wyścigu na 1 km był ósmy, a w sprincie indywidualnym rywalizację zakończył na jedenastej pozycji. W tym samym roku na igrzyskach Wspólnoty Narodów w Nowym Delhi zwyciężył w wyścigu na 1 km i sprincie drużynowym. Rok później, podczas kolarskich mistrzostw Oceanii zdobył srebrne medale w keirinie i sprincie indywidualnym. Ponadto na mistrzostwach świata w Melbourne w 2012 roku wspólnie z Shane’em Perkinsem i Matthew Glaetzerem zdobył złoty medal w sprincie drużynowym.